# Elmo (Montana)
Elmo ist ein zu Statistikzwecken definiertes Siedlungsgebiet (Census-designated place) im Lake County im US-Bundesstaat Montana. Laut Volkszählung im Jahr 2010 hatte sie eine Einwohnerzahl von 180 auf einer Fläche von 0,8 km². Die Bevölkerungsdichte liegt bei 225 pro km².